# Серхіо Асенхо
Серхіо Асенхо (ісп. Sergio Asenjo, нар. 28 червня 1989, Паленсія) — іспанський футболіст, воротар клубу «Реал Вальядолід» і збірної Іспанії.
Володар Кубка Іспанії з футболу. Триразовий переможець Ліги Європи. Дворазовий володар Суперкубка УЄФА.

## Клубна кар'єра

### Реал Вальядолід
Народився 28 червня 1989 року в місті Паленсія. Вихованець футбольної школи клубу «Реал Вальядолід».
У дорослому футболі дебютував 2006 року виступами за команду клубу «Реал Вальядолід-B», в якій провів два сезони, взявши участь у 29 матчах чемпіонату. 
Протягом 2007—2009 років грав за основну команду клубу «Реал Вальядолід».

### Атлеітко
Своєю грою за останню команду привернув увагу представників тренерського штабу клубу «Атлетіко», до складу якого приєднався 2009 року. Відіграв за мадридський клуб наступні два сезони своєї ігрової кар'єри.
Протягом 2011 року захищав кольори команди клубу «Малага».
У 2011 році повернувся до клубу «Атлетіко». Цього разу провів у складі його команди два сезони. 
В

### Вільярреал
До складу клубу «Вільярреал» приєднався 2013 року. Відтоді встиг відіграти за вільярреальський клуб 69 матчів в національному чемпіонаті.

## Виступи за збірні
У 2006 році дебютував у складі юнацької збірної Іспанії, взяв участь у 18 іграх на юнацькому рівні.
З 2008 року залучався до складу молодіжної збірної Іспанії. На молодіжному рівні зіграв у 19 офіційних матчах.
У 2015 році почав викликатися до національної збірної Іспанії.

## Титули і досягнення

### Командні
- Володар Кубка Іспанії з футболу (1):

«Атлетіко»:  2012–13
- Переможець Ліги Європи (3):

«Атлетіко»: 2009–10, 2011–12
«Вільярреал»: 2020–21
- Володар Суперкубка УЄФА (2):

«Атлетіко»: 2010, 2012
- Чемпіон Європи (U-19): 2007

### Особисті
- Увійшов до символічної збірної молодіжного чемпіонату Європи з футболу 2009